# Pyropyga luteicollis
Pyropyga luteicollis is een keversoort uit de familie glimwormen (Lampyridae). De wetenschappelijke naam van de soort werd voor het eerst geldig gepubliceerd in 1878 door LeConte.